# Eudule fidentia
Eudule fidentia là một loài bướm đêm trong họ Geometridae.